# Francis Crick
Francis Harry Compton Crick (Weston Favell, Northamptonshire, Inglaterra, 8 de junio de 1916-San Diego, California, Estados Unidos, 28 de julio de 2004) fue un físico, biólogo molecular y neurobiólogo británico. Recibió, junto a James Dewey Watson y Maurice Wilkins, el Premio Nobel de Medicina en 1962 "por sus descubrimientos concernientes a la estructura molecular de los ácidos nucleicos y su importancia para la transferencia de información en la materia viva".
Crick recibió también el Premio Lasker de Investigación Médica en 1960, las medallas Royal y Copley de la Royal Society de Londres (en 1972 y 1976, respectivamente) y también la Orden del Mérito (en 1991).

## Biografía
Francis Crick era el mayor de los dos hijos varones de Harry Crick y Anne Elizabeth Crick, de soltera Wilkins. Su familia tenía una fábrica de zapatos, fundada por su abuelo y dirigida por su padre y tío. Su madre era profesora de escuela. Francis Crick nació y se crio en Weston Favell, un pueblo cercano a Northampton. Desde pequeño tuvo interés en la ciencia y aprendió todo lo que podía de los libros. De niño asistió a la Iglesia congregacional, pero de adulto se opuso a las religiones. Asistió a la escuela Northampton Grammar School y a los catorce años recibió una beca para estudiar en la Mill Hill School de Londres, un internado privado. Después de la escuela estudió Física como asignatura principal y Matemáticas como asignatura optativa en el University College London y recibió un bachiller universitario en ciencias en estas asignaturas en 1937. Sus contemporáneos en investigación sobre el ADN o ácido desoxirribonucleico, Rosalind Franklin y Maurice Wilkins, asistieron a la Universidad de Cambridge, en Newnham College y St. John's College, respectivamente.

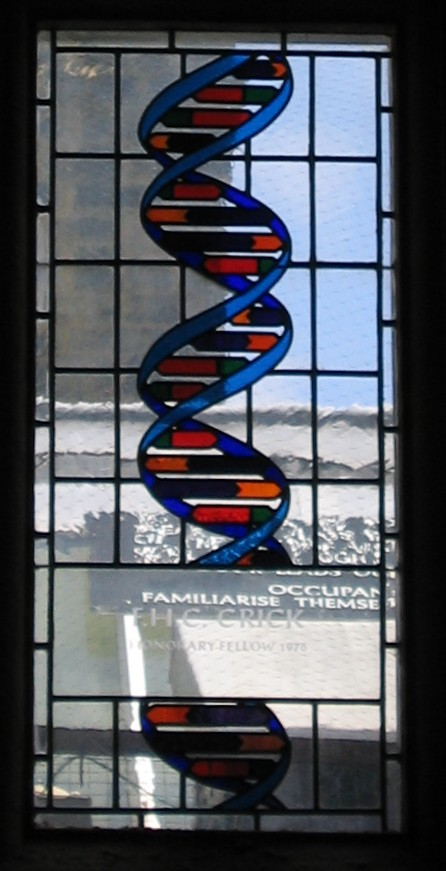
Obra en vidrio conmemorando a Francis Crick

La estructura química del ADN desvelada por Crick, Watson y Franklin

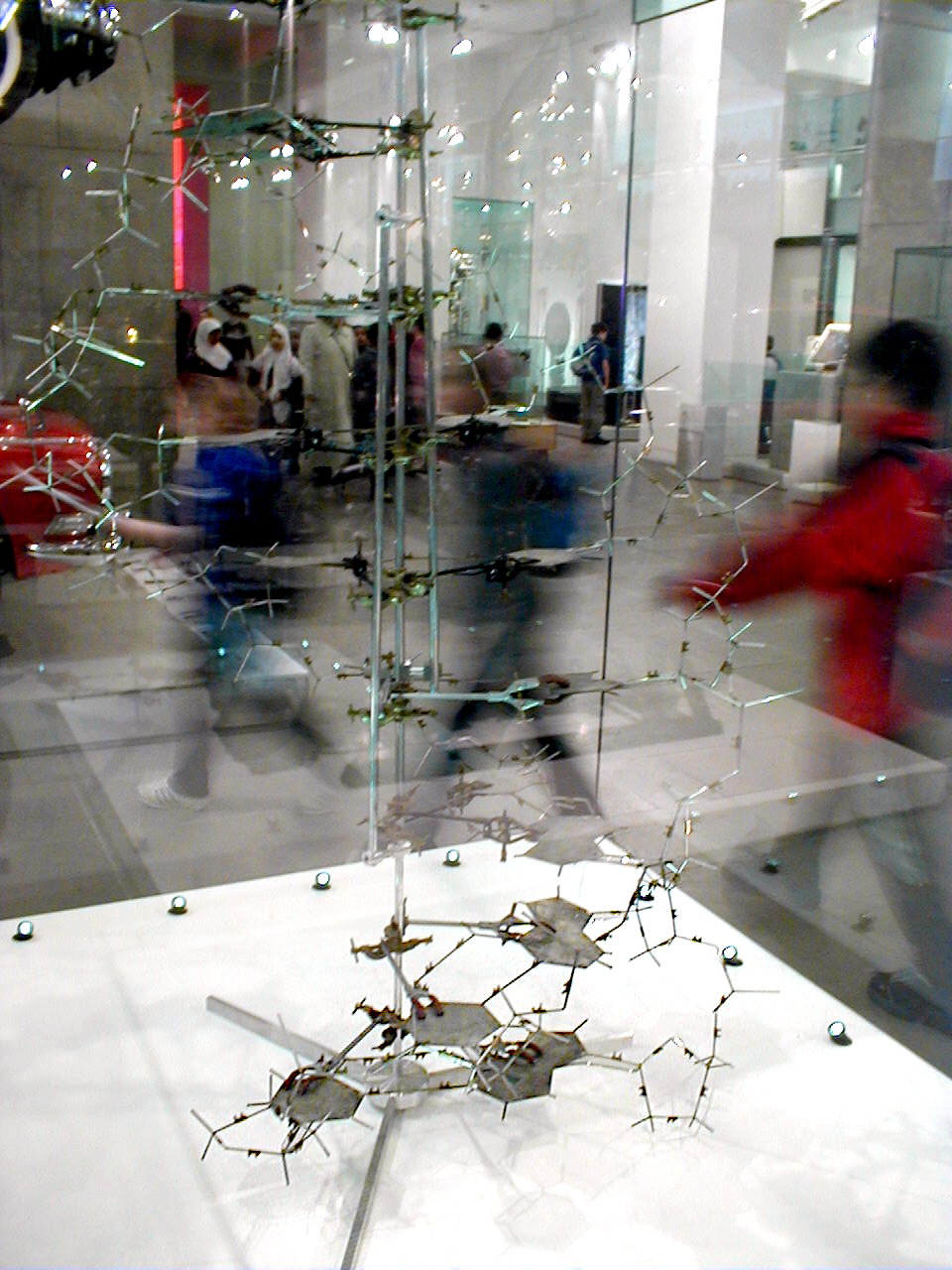
Modelo de ADN realizado por Francis Crick, Watson y Franklin

Para su doctorado trabajó en un proyecto para medir la viscosidad del agua a altas temperaturas, al que luego describió como aburrido, junto con el físico Edward Neville da Costa Andrade, pero con el inicio de la Segunda Guerra Mundial, un incidente en el que una bomba cayó sobre el techo del laboratorio, destruyendo su aparato experimental, truncó su carrera de físico.
De 1939 a 1947 tomó parte en las investigaciones sobre minas magnéticas y acústicas por encargo de la Marina Real Británica. Trabajó en el diseño de una nueva mina, que fue efectiva contra los rastreadores de minas alemanes. Al terminar la guerra, se interesó por la biología y la química.
Después de la guerra, en 1947, Crick comenzó a estudiar biología y formó parte de una migración importante de científicos del área de la física a la investigación biológica. Esta migración fue posible debido a la influencia de físicos como John Randall, que ayudó a ganar la guerra con inventos como el radar. Crick tuvo que pasar de la «elegancia y profunda simplicidad» de la física, a los «elaborados mecanismos químicos en que la selección natural ha evolucionado a lo largo de miles de millones de años». Describió esta transición «casi como si uno hubiera nacido otra vez». De acuerdo con Crick, la experiencia de aprender física le enseñó cosas importantes, y la convicción de que como la física era ya un éxito, también se podrían lograr grandes avances en otras ciencias como la biología. Crick sintió que esta actitud lo animó a ser más atrevido que los biólogos típicos, que tendían a preocuparse de los problemas de la biología, sin prestar atención a los logros obtenidos en física.
De 1947 a 1949 Crick trabajó estudiando las propiedades físicas del citoplasma en el Cambridge Strangeways Laboratory bajo Arthur Hughes. Allí también se ocupó de química orgánica y cristalografía de rayos X. Después de esos dos años se unió al Laboratorio Cavendish en Cambridge, trabajando bajo Max Perutz e investigando la estructura de proteínas mediante cristalografía de rayos X. Este laboratorio estaba bajo la dirección general de Lawrence Bragg, ganador del Premio Nobel de Física de 1915 a la edad de veinticinco años, junto con William Bragg, su padre. Bragg fue una influencia importante en el esfuerzo de ganarle al químico americano, Linus Pauling, en descubrir la estructura del ADN, después de que este había determinado la estructura alfa-hélice de las proteínas. Al mismo tiempo, también competía con el laboratorio de John Randall, que rechazó a Crick en su laboratorio.
En 1951 Crick comenzó a trabajar con James Watson para descubrir la estructura de la molécula ADN, ya identificada por los biólogos como llave para el inicio de la comprensión de la genética.
Basándose en el análisis de imágenes de alta resolución de rayos X de ADN por Rosalind Franklin y Maurice Wilkins, en las competencias específicas en física y cristalografía de rayos X de Crick y en genética de los virus y las bacterias de Watson, propusieron la estructura en doble hélice de la molécula de ADN, publicada el 25 de abril de 1953 en la revista Nature.
La estructura de la molécula en doble hélice que es el ADN dio al mundo la llave para entender muchos de los secretos de la vida: toda la vida en la tierra existe únicamente gracias a este omnipresente ADN, desde la bacteria más pequeña hasta el hombre. Este descubrimiento le valió el premio Nobel de Medicina en 1962 junto a James Dewey Watson y al británico de origen neozelandés Maurice Wilkins, cuyos trabajos sirvieron de base. A pesar de la importante contribución de la física Rosalind Franklin, ella no obtuvo este reconocimiento, ya que había fallecido en 1958 y el Nobel no se concede póstumamente.
Mientras numerosos equipos de científicos hacían esfuerzos, baldíos por carecer de microscopios lo suficientemente potentes, para tratar de leer la estructura de la molécula, Crick y Watson descubrieron que haciendo cristalizar la molécula y sometiéndola a haces de rayos X, de los que se estudiaba a continuación los distintos modos de difracción, era posible discernir pistas acerca de la estructura de doble hélice del ADN. La estructura no fue determinada de forma clásica, como otras estructuras determinadas mediante la cristalografía de rayos X, más bien, fue propuesta como el modelo que mejor se acomodaba a las imágenes de difracción de rayos X obtenidas por Rosalind Franklin, sin ser de manera alguna una "estructura" con resolución determinada.
Cada parte de la molécula lleva cuatro bases químicas enfrentadas dos a dos: la adenina con la timina, y la citosina con la guanina. Estas cuatro bases químicas, abreviadas como A, T, C y G, constituyen el alfabeto por el que se escriben los genes a lo largo de las cadenas de ADN. Explican también que cada parte de ADN es un doble espejo del que tiene enfrente, lo que explica por qué el ADN puede copiarse y reproducirse. Crick y Watson empezaron a estudiar el cifrado del ADN, que finalizará en 1966.
A través de estos estudios, llegaron a la formulación de un modelo que reconstruía las propiedades físicas y químicas del ADN, compuesto por cuatro bases orgánicas que se combinaban en pares de manera definida para formar una doble hélice, lo cual determinaba una estructura helicoidal.
Francis Crick obtuvo la Royal Medal en 1972.
En 1976, entró en el Salk Institute for Biological Studies de la Universidad de San Diego para llevar a cabo investigaciones en neurociencias. Dedicó sus esfuerzos a la comprensión del cerebro, y proporcionó a la comunidad científica numerosas ideas e hipótesis sobre la consciencia, y la demostración experimental de la transmisión de imágenes fijas a 50 Hz por la retina al cerebro, lo que fue una aportación fundamental para el futuro de las teorías de la percepción visual.
Desde 1977 hasta su muerte ocupó un puesto de catedrático en el Salk Institute for Biological Studies de la Universidad de San Diego, investigando la base neurológica de la concienca.
En 1981 publicó un libro (Life Itself) en el que especuló que el origen de la vida en la Tierra es posiblemente extraterestre.
De 1994 a 1995 fue presidente del Salk Institute for Biological Studies. Dejó este puesto por razones de salud.
Murió el 28 de julio de 2004 en el Hospital de la Universidad de San Diego, a los ochenta y ocho años, como consecuencia de un cáncer de colon.
Durante su vida había publicado más de 130 artículos científicos y varios libros.

## Obra
Crick estableció el llamado «dogma central» de la biología:

The Central Dogma. This states that once ‘information’ has passed into protein it cannot get out again. In more detail, the transfer of information from nucleic acid to nucleic acid, or from nucleic acid to protein may be possible, but transfer from protein to protein, or from protein to nucleic acid is impossible. Information means here the precise determination of sequence, either of bases in the nucleic acid or of amino acid residues in the protein
Crick, 1958, p. 153

El Dogma Central. Éste plantea que una vez la "información" ha pasado a la proteína no puede volver a salir. En más detalle, la transferencia de información de ácido nucleico a ácido nucleico, o de ácido nucleico a proteína es posible, pero la transferencia de proteína a proteína, o de proteína a ácido nucleico es imposible. Información significa aquí la determinación precisa de la secuencia, o bien de bases en el ácido nucleico o bien de residuos de aminoácidos en la proteína.
Crick, 1958, p. 153

## Panspermia dirigida
Durante la década de 1960, Crick se preocupó por los orígenes del código genético. En 1966, Crick sustituyó a Leslie Orgel en una reunión en la que Orgel iba a hablar sobre el origen de la vida. Crick especuló sobre las posibles etapas por las que un código inicialmente simple con unos pocos tipos de aminoácidos podría haber evolucionado hasta el código más complejo que utilizan los organismos existentes. En aquella época, se pensaba que las proteínas eran el único tipo de enzima, y todavía no se habían identificado las ribozimas. Muchos biólogos moleculares estaban desconcertados por el problema del origen de un sistema de replicación de proteínas tan complejo como el que existe en los organismos que actualmente habitan la Tierra. A principios de la década de 1970, Crick y Orgel especularon además con la posibilidad de que la producción de sistemas vivos a partir de moléculas fuera un acontecimiento muy raro en el universo, pero que una vez desarrollado pudiera ser propagado por formas de vida inteligentes que utilizaran la tecnología de los viajes espaciales, un proceso que denominaron "panspermia dirigida". En un artículo retrospectivo, Crick y Orgel señalaron que habían sido excesivamente pesimistas sobre las posibilidades de abiogénesis en la Tierra cuando habían asumido que algún tipo de sistema proteico autorreplicante era el origen molecular de la vida.
En 1976, Crick abordó el origen de la síntesis de proteínas en un artículo con Sydney Brenner, Aaron Klug y George Pieczenik. En este trabajo, especulan que las restricciones del código en las secuencias de nucleótidos permiten la síntesis de proteínas sin necesidad de un ribosoma. Sin embargo, se requiere una unión de cinco bases entre el ARNm y el ARNt con un volteo del anticodón que crea una codificación de tripletes, aunque sea una interacción física de cinco bases. Thomas H. Jukes señaló que las restricciones de código en la secuencia del ARNm requeridas para este mecanismo de traducción se conservan todavía.

## Libros escritos por Crick
- Of Molecules and Men (Prometheus Books, 2004; edición original 1967) ISBN 1-59102-185-5
- Life Itself (Simon & Schuster, 1981) ISBN 0-671-25562-2 En esta obra vierte una singular reflexión: «Una estructura tal como el ADN no puede haber aparecido por azar».
- What Mad Pursuit: A Personal View of Scientific Discovery (reimpresión, 1990) ISBN 0-465-09138-5. Edición en español: Qué loco propósito. (1989) 1a. ed. Metatemas; 19: Tusquets, Barcelona. ISBN 84-7223-137-2
- The Astonishing Hypothesis: The Scientific Search For The Soul (reimpresión, 1995) ISBN 0-684-80158-2. Edición en español: La búsqueda científica del alma : una revolucionaria hipótesis para el siglo XXI. (1994) Debate, Madrid. ISBN 84-7444-824-7

En un comentario sobre este libro, publicado en la revista Science en febrero de 1994, John J. Hopfield concluía lo siguiente: "...un elocuente intento de colocar la conciencia, la esencia de nuestra humanidad, en el reino de la ciencia, que debería ser leído por todo científico que se precie."

## Libros acerca de Crick
- James Dewey Watson, The Double Helix: A Personal Account of the Discovery of the Structure of DNA, Atheneum, 1980, ISBN 0-689-70602-2. primera ed. en español: 1970, La doble hélice. Plaza y Janés, Esplugas de Llobregat, Barcelona. Una edición reciente y asequible: La doble hélice : relato personal del descubrimiento del ADN. 2000, Libro del bolsillo (Alianza Editorial). Ciencia y Técnica ; 2752 Biología. Alianza Editorial, Madrid. ISBN 84-206-3570-7

Publicado por primera vez en 1968, este libro es un buen acercamiento a la investigación de Crick y Watson y sirvió como base del galardonado documental televisivo Life Story, de la BBC Horizon.
- Francis Crick and James Watson: Pioneers in DNA Research por John Bankston, Francis Crick and James Dewey Watson (Mitchell Lane Publishers, Inc., 2002) ISBN 1-58415-122-6